# Randallia eburnea
Randallia eburnea är en kräftdjursart. Randallia eburnea ingår i släktet Randallia och familjen Leucosiidae. Inga underarter finns listade i Catalogue of Life.